# Schloss am Sund
Das Schloss am Sund ist ein aus dem Jahre 1877 stammendes Gebäude in der Hansestadt Stralsund in der dortigen Gerhart-Hauptmann-Straße Nr. 5.

## Geschichte

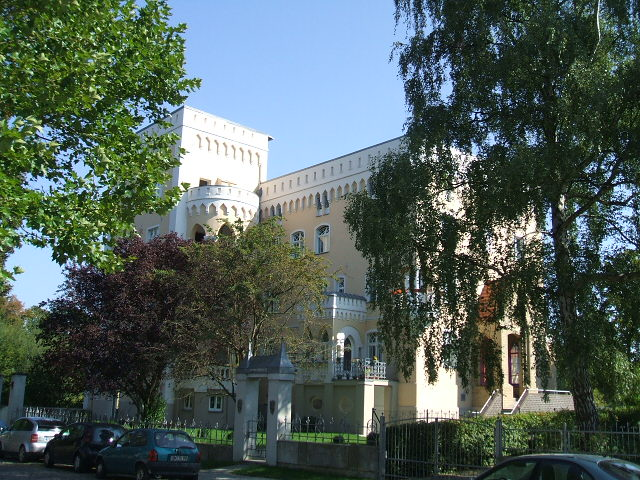
Schloss am Sund, Vorderseite (2006)

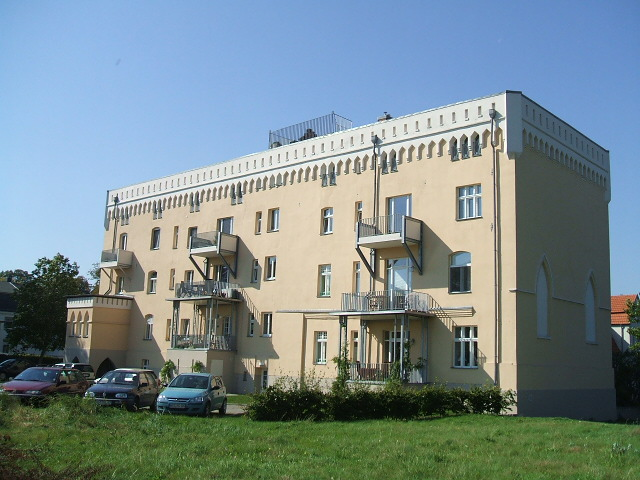
Schloss am Sund, Rückseite (2006)

Das Gebäude wurde im Jahr 1877 vom Reeder und Kaufmann Eugen Diekelmann errichtet, als Mitgift für die zweite Tochter bei der Vermählung mit P. von Richter. Das im Stil der Burgenromanik errichtete Gebäude in der damaligen Strandstraße diente als Brauerei. Die Anlage des Gebäudes umfasste das Brauereigebäude, ein Wohnhaus, ein Kontor sowie das Gartenlokal, ein „Schloßgarten“ genannter Biergarten. Die „Schloßbrauerei“ nahm am 27. Mai 1878 den Betrieb auf. Die „Stralsundische Zeitung“ berichtete am 30. Mai 1878 von der Eröffnungsfeier: „In dem geräumigen Fassschuppen der hiesigen neuen Schloßbrauerei (einer offenen Halle mit entzückender Aussicht) hatte sich vorgestern Abend eine Anzahl von Herren der verschiedensten Berufs- und Altersklassen auf Einladung des Besitzers zu einer Besichtigung der im großartigen Maßstabe angelegten Brauerei versammelt. Nachdem die Reichhaltigkeit eines auf einer langen Tafel hergerichteten Buffets mit kalten Speisen einer Prüfung unterzogen war, trat die Gesellschaft unter Führung des Besitzers und Erbauers des Etablissements, Herrn Richter, die Wanderung durch die Fabrikräume an und folgte mit großem Interesse der Erläuterung über Anlage und innere Einrichtung der Brauerei. (...) Wir haben die Zahl der Theilnehmer nicht angegeben, wir wollen deshalb auch das verconsumirte Bierquantum nicht verrathen. Es soll, soweit unsere Kunde reicht, Allen ganz vorzüglich bekommen sein. Glückauf dem jungen Unternehmen.“
1885 wechselte die Brauerei den Besitzer und firmierte unter dem Namen “Meyer & Weidemann”. 1906 schlossen sich die Stralsunder Brauereien “Bellevue-Brauerei”, „Brauerei Volksgarten“ und die „Schloßbrauerei“ zur „Hansa-Brauerei“ zusammen. Nachdem Albert Wertheim 1914 das Gebäude erworben hatte, stellte er am 19. März 1914 den Antrag, das Haus zu einem Wohngebäude umzubauen. Danach beliefen sich die Baukosten auf 35.000 Mark. Dem Antrag wurde am 27. April 1914 vom Bauamt stattgegeben. Wertheim allerdings verkaufte das Gebäude zunächst an den Volksschullehrer Paul Becker. Die Fabrikschornsteine wurden abgerissen und das Gebäude zu Wohnzwecken umgestaltet. Im Frühjahr 1915 zogen die ersten Mieter ein. Zu diesen zählte auch die Stralsunder Malerin Elisabeth Büchsel.
Das Gebäude wurde in den 1990er Jahren durch eine Berliner Immobilienfirma erworben, die eine Großzahl von Häusern in Stralsund erworben hatte. Es verkam allerdings zusehends; erst nach dem Rückkauf des Gebäudes wurde durch einen anderen Investor eine Sanierung vorgenommen.